# 韓國農水產食品流通公社
韓國農水產食品流通公社（韓語：한국농수산식품유통공사）前身為於1967年冬季由韓國數名商界人員組成的韓國農水產發展公社，於1986年冬季更改名稱為韓國農水產市場公社；其主要目標為推廣、提高韓國農業安全、信心及士氣，促進提高農業經濟；總部位於韓國首爾，首席執行官為金在水。

## 連結
- AT.or.kr （页面存档备份，存于）